# SCH-79687
SCH-79687 je histaminski antagonist koji je selektivan za H3 receptor.